# Miguel Berrocal
Pour les articles homonymes, voir Berrocal (homonymie).
Miguel Ortiz Berrocal, né le 28 septembre 1933 à Villanueva de Algaidas, près de Malaga et mort le 31 mai 2006 à Antequera, est un sculpteur espagnol.

## Famille
En 1975, il épouse Maria Cristina Blais de Saxe-Cobourg Bragance, fille de Maria Pia de Saxe-Cobourg Bragance, ayant des enfants :
- Carlos Miguel Berrocal de Saxe-Cobourg Gotha et Bragance (Vérone, 1976)
- Beltran José Berrocal de Saxe-Cobourg Gotha et Bragance (Vérone, 1978)

## Œuvres
- Little David, statuette pendentif en bronze doré, environ 5 centimètres.
- Omaggio ad Arcimboldo, sculpture démontable tirée à 1 000 exemplaires, haute de 29 cm.
- Livre-objet édité en 1969 par Le Soleil noir avec un texte de Claude Pélieu
- Citius Altius Fortius, œuvre d'art mobile située à l'entrée du musée olympique à Lausanne